# Padogobius bonelli
Espèce
Statut de conservation UICN

 LC  : Préoccupation mineure
Padogobius bonelli est une espèce de poissons d'eau douce de la famille des Gobiidae (les gobies). 

## Répartition et habitat
Ce poisson se rencontre en Croatie, en Italie, en Slovénie et en Suisse. Il est principalement présent sur fond de graviers et dans le végétation dense le long des berges.

## Description
La longueur totale des mâles de cette espèce est de 86 mm et de 75 mm pour les femelles.

## Liste des variétés
Selon GBIF (17 août 2024) :
- Gobius fluviatilis var. fluviatilis
- Gobius fluviatilis var. nigricans Canestrini, 1867
- Gobius martensii var. martensii
- Gobius martensii var. prevesicus Stephanidis, 1939

## Systématique
Le nom valide complet (avec auteur) de ce taxon est Padogobius bonelli (Bonaparte, 1846).
L'espèce a été initialement classée dans le genre Gobius sous le protonyme Gobius bonelli Bonaparte, 1846,. 
Padogobius bonelli a pour synonymes :
- Gobius bonelli Bonaparte, 1846
- Gobius fluviatilis Nardo, 1824
- Gobius fluviatilis Valenciennes, 1837
- Gobius martensii Günther, 1861
- Padagobius martensi (Günther, 1861)
- Padogobius martensii (Günther, 1861)
- Padogobius panizzae Berg, 1931

### Étymologie
Son épithète spécifique, bonelli, lui a été donnée en l'honneur du zoologiste italien Franco Andrea Bonelli (1784-1830).

### Publication originale
- (it) Carlo L. Principe Bonaparte, Catalogo metodico dei pesci Europei, Naples, Stamperia e Cartiere del Fibreno, 1846, 114 p. (lire en ligne), p. 96 (ref. 850).